# Konvekcija
Konvekcija je gibanje molekul v tekočini (kapljevini in plinu). Ne more potekati v trdnem stanju. Konvekcija je eden glavnih načinov prenosa toplote in prenosa snovi. Konvekcija prenosa toplote in snovi poteka skozi difuzijo-naključno Brownovo gibanje posameznih delcev v tekočini-in advekcija, v katerih se snov in toplota prenaša v tekočini.

## Konvektivni prenos toplote
Je mehanizem prenosa toplote, ki se ponavlja zaradi razsutega gibanja tekočine. To se lahko v nasprotju s prevodom za prenos toplote, ki je pri prenosu energije do vibracij na molekularnem nivoju skozi trdna ali tekoča in sevalni prenos toplote, prenos energije z elektromagnetnimi valovi.

## Naravne konvekcije

### Naravne konvekcije prenosa toplote
Ko se toplota prenese med prometom tekočin zaradi vzgona od gostote sprememb, ki jih povzroča samo ogrevanje, potem je proces znan kot naravna konvekcija.
Znani primeri so navzgor pretok zraka zaradi požara ali vročega predmeta in kroženje vode v lonec, da se segreva od spodaj.

### Nastop naravne konvekcije
Naravna konvekcija se pojavi, ko postane sistem nestabilen in se zato premeša z gibanjem mase. 
Naravne konvekcije bodo hitrejše z večjo spremembo v gostoti med dvema tekočinama in večjim težnostnim pospešekom, ki poganja konvekcijo.

## Prisilna konvekcija
V prisilno konvekcijo toplote, prenos toplote je posledica gibanja v tekočini, ki izhaja iz številnih drugih sil, kot so npr. ventilator ali črpalka. Konvekcijska pečica deluje tako, da s prisilno konvekcijo hitro kroži vroč zrak sil toplote v živila hitreje, kot bi se zgodilo zaradi preprostega ogrevanja brez ventilatorja. Aerodinamično ogrevanje je oblika prisilne konvekcije. 

## Vzgon povzroči konvekcija ne toplota
Splošni izraz za to je gravitacijska konvekcija. Različne sile vzgona, ki proizvajajo konvekcije v težo področij lahko izhajajo iz virov, ki niso sprememba toploten gostote, kot so spremenljive sestave. Na primer gravitacijsko konvekcijo, so lahko videli v razširjanje vira suhe soli navzdol na mokra tla zaradi vzgona sveže vode v fiziološko raztopino. Spremenljivka slanost v vodi in vsebnosti vode razlikuje v zračnih mas, so pogosti vzroki konvekcije v oceanih in atmosferi, ki ne vključujejo vročine, ali pa vključujejo dodatne sestave dejavniki gostoto razen gostote spremembe od toplotne razteznosti. Podobno spremenljivo sestavo v notranjosti Zemlje, ki še ni dosegel maksimalno stabilnost in minimalno energijo še naprej povzroča del konvekcijske tekočine in staljene kovine v notranjosti Zemlje.

## Oceanska konvekcija
Sončno sevanje vpliva tudi na oceanih. Topla voda iz ekvatorja po navadi kroži proti poloma, medtem ko se hladna voda polarna napoti proti ekvatorju. Oceansko konvekcijo tudi pogosto poganja gostota.

## Vibracije konvekcije v resnih področjih
Vibracije, ki jih povzroča konvekcija, se pojavlja v prahu in zrnih snovi v posodah pod tresljaji, gravitacijsko polje. Ko posodo pospešuje navzgor, dno posode potisne celotno vsebino navzgor. 

## Obseg in stopnja konvekcije
Konvekcija se lahko zgodi v tekočinah v vseh velikostnih razredih večjih od nekaj atomov. Konvekcija se pojavi v velikem obsegu v atmosferi, oceanih in planetarne mrežice. 